# Xã Johnson, Quận Crawford, Indiana
Xã Johnson (tiếng Anh: Johnson Township) là một xã thuộc quận Crawford, tiểu bang Indiana, Hoa Kỳ. Năm 2010, dân số của xã này là 484 người.